# Casa Ferro
La Casa Ferro és una casa a Erill la Vall, al municipi de la Vall de Boí (Alta Ribagorça) inclosa a l'Inventari del Patrimoni Arquitectònic de Catalunya.

## Descripció
Casa de pagès de muntanya organitzada al voltant d'un pati i recolzada sobre un petit turó.
L'habitatge original, de planta rectangular, amb baixos i un pis i coberta a tres vessants, té la façana principal sobre el camí de Boí. Ha estat ampliat per la part posterior.
Adossat a aquesta ampliació hi he el paller, cobert a dues aigües i tancant el pati, dos coberts amb estructura de fusta. Acaba de tancar el pati un altre paller.
L'ampliació de l'habitatge, segregada de la finca, ha estat adaptada com a residència.